# Bourg-de-Thizy
Bourg-de-Thizy est une ancienne commune française située dans le département Rhône en région Rhône-Alpes. Le 1er janvier 2013, elle fusionne avec quatre autres communes pour former la commune nouvelle de Thizy-les-Bourgs dont elle constitue une commune déléguée.
Ses habitants sont appelés les Beurris.

## Géographie

### Accès
Bourg-de-Thizy est située à 21 km de Roanne par la route départementale 504, à 70 km de Lyon en passant par le col des Sauvages ou par le col du Pilon. Pour ce trajet vers Lyon, il est possible à Tarare (25 km) de rejoindre la nationale 7 ou l'autoroute A89.
La gare la plus proche est celle de la gare de Saint-Victor - Thizy (7,5 km), suivie par la gare d'Amplepuis (11 km).
| Ligne de train | Caractéristiques                                           | Caractéristiques                                           | Caractéristiques                                           | Caractéristiques                                           | Caractéristiques                                           | Caractéristiques                                           | Caractéristiques                                           | Caractéristiques                                           | Caractéristiques                                           | Illustration |
| -------------- | ---------------------------------------------------------- | ---------------------------------------------------------- | ---------------------------------------------------------- | ---------------------------------------------------------- | ---------------------------------------------------------- | ---------------------------------------------------------- | ---------------------------------------------------------- | ---------------------------------------------------------- | ---------------------------------------------------------- | ------------ |
| 24             | LYON-PERRACHE ↔ Tarare ↔ Roanne ↔ Vichy ↔ CLERMONT-FERRAND | LYON-PERRACHE ↔ Tarare ↔ Roanne ↔ Vichy ↔ CLERMONT-FERRAND | LYON-PERRACHE ↔ Tarare ↔ Roanne ↔ Vichy ↔ CLERMONT-FERRAND | LYON-PERRACHE ↔ Tarare ↔ Roanne ↔ Vichy ↔ CLERMONT-FERRAND | LYON-PERRACHE ↔ Tarare ↔ Roanne ↔ Vichy ↔ CLERMONT-FERRAND | LYON-PERRACHE ↔ Tarare ↔ Roanne ↔ Vichy ↔ CLERMONT-FERRAND | LYON-PERRACHE ↔ Tarare ↔ Roanne ↔ Vichy ↔ CLERMONT-FERRAND | LYON-PERRACHE ↔ Tarare ↔ Roanne ↔ Vichy ↔ CLERMONT-FERRAND | LYON-PERRACHE ↔ Tarare ↔ Roanne ↔ Vichy ↔ CLERMONT-FERRAND |              |
|                | Longueur 220,1 km                                          | Durée 2 h 37                                               | Nb. arrêts 7                                               | Soirée / dimanche - Férié · /                              | Horaires 6 h 27 - 20 h 29                                  | Réseau TER Rhône-Alpes / Auvergne                          |                                                            |                                                            |                                                            |              |

Elle est desservie par les lignes cars du Rhône 116 (Lyon-Cours-la-Ville) et 237 (Amplepuis-Cours-la-Ville).

### Lieux-dits et écarts
Les hameaux les plus importants sont Lafond et Le Ronzy.

### Relief

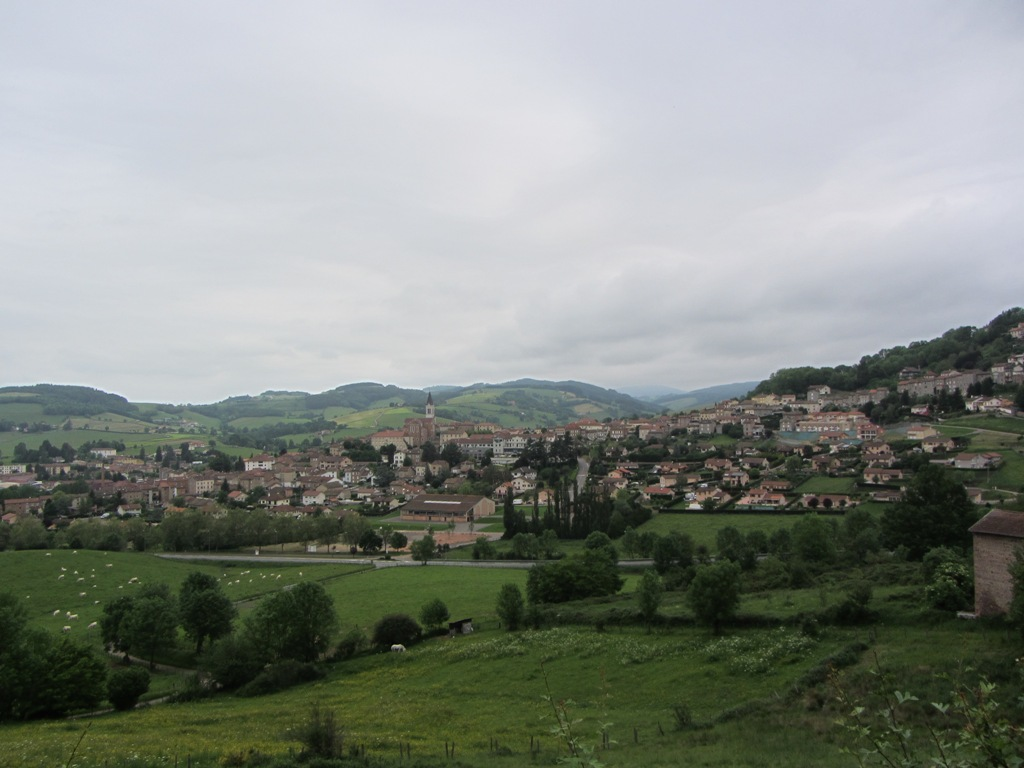
Bourg-de-Thizy : sur un replat entre la colline de Thizy et le fond de la vallée de la Trambouze

### Géologie
Le Haut-Beaujolais, conçu et structuré par la même histoire géologique que le reste du territoire entre la Saône et la Loire, se distingue par la présence dominante de terrains magmatiques, volcaniques, hypovolcaniques et granitique de la période carbonifère.
Les terrains siliceux abondent et sont donc favorables à la culture des conifères. L'élevage et l'agriculture se sont adaptés à l'ambiance relativement acides de ces sols volcaniques et granitiques généralement arénisés.
Les pierres à bâtir extraites à Bourg-de-Thizy ont été le microgranite rouge (église de Thizy) et le calcaire oolithique et bioclastique noir (habitat ouvrier du centre-bourg, bénitier de l'église de la Chapelle-de-Mardore).
Des fours à chaux étaient présents à La Roche, La-Forêt-Le Four-à-Chaux, La Coquinière.

### Hydrographie
La Trambouze, affluent du Rhins, traverse Bourg-de-Thizy.

### Climat
| Ville             | Ensoleillement | Pluie       | Neige    | Orage     | Brouillard |
| ----------------- | -------------- | ----------- | -------- | --------- | ---------- |
| Paris             | 1 797 h/an     | 642 mm/an   | 15 j/an  | 19 j/an   | 13 j/an    |
| Nice              | 2 694 h / an   | 767 mm / an | 1 j / an | 31 j / an | 1 j / an   |
| Strasbourg        | 1 637 h/an     | 610 mm/an   | 30 j/an  | 29 j/an   | 65 j/an    |
| Lyon              | 1 932 h/an     | 825 mm/an   | 20 j/an  | 32 j/an   | 39 j/an    |
| Saint-Étienne     | 2 007 h/an     | 708 mm/an   | 25 j/an  | 29 j/an   | 20 j/an    |
| Bourg-de-Thizy    | ? h/an         | 1018 mm/an  | ? j/an   | ? j/an    | ? j/an     |
| Moyenne nationale | 1 973 h/an     | 770 mm/an   | 14 j/an  | 22 j/an   | 40 j/an    |

Source : linternaute.com
| Mois                | jan. | fév. | mars | avril | mai | juin | jui. | août | sep. | oct. | nov. | déc. | année |
| ------------------- | ---- | ---- | ---- | ----- | --- | ---- | ---- | ---- | ---- | ---- | ---- | ---- | ----- |
| Précipitations (mm) | 59   | 55   | 81   | 72    | 112 | 92   | 92   | 107  | 83   | 81   | 105  | 79   | 1 018 |

| Mois                               | jan. | fév. | mars | avril | mai | juin | jui. | août | sep. | oct. | nov. | déc. | année |
| ---------------------------------- | ---- | ---- | ---- | ----- | --- | ---- | ---- | ---- | ---- | ---- | ---- | ---- | ----- |
| Relevé pluviométrique en 2008 (mm) | 60   | 25   | 100  | 135   | 135 | 80   | 100  | 90   | 80   | 150  | 135  | 115  | 1 205 |
| Relevé pluviométrique en 2009 (mm) | 35   | 70   | 40   | 70    | 50  | 135  | 60   | 70   | 50   | 70   | 110  | 90   | 850   |
| Relevé pluviométrique en 2010 (mm) | 70   | 70   | 70   | 35    | 110 | 70   | 90   | 90   | 115  | 100  | 115  | 70   | 1 005 |
| Relevé pluviométrique en 2011 (mm) | 35   | 70   | 70   | 15    | 25  | 70   | 140  | 110  | 35   | 90   | 50   | 175  | 885   |

## Histoire

### Toponymie
Selon Ernest Nègre et André Pelletier, Bourg-de-Thizy vient du latin burgum (bourg, faubourg, nouvelle ville fortifiée) suivi du nom du lieu voisin Thizy,.
Selon Jean-François Jolibois, le nom de Thizy comme celui de Theizé doit être rapproché du nom grec de Thésée. Selon Victor Adolphe Malte-Brun, Thizy comme Theizé  auraient pour racine un mot kabyle qui veut dire col de montagne et laisseraient supposer une origine sarrasine : toutes deux se trouvent bâties sur une éminence qui domine un col. Selon Paul-Auguste Piémont l'origine est thesaurus, autre nom des camerae ou chambres fortes où était protégé l'argent collecté par le fisc. Selon André Devaux, Thizy est dérivé du nom ou gentilice gaulois Titius + acum. Thizy serait le domaine de Titius (étymologie reprise par Ernest Nègre et André Pelletier).

### De la Préhistoire à l'Antiquité
Les vestiges les plus anciens découverts à Bourg-de-Thizy datent du Néolithique. C'est donc vers 5000 à 4000 av. J.-C. qu'un habitat serait apparu sur l'actuel territoire de Bourg-de-Thizy, assez étendu notamment à l'emplacement de l'actuelle ZAC des Granges. Ce petit replat, dominant la rive droite de la Trambouze à la sortie sud-ouest du village actuel, a ensuite abrité une bourgade antique : un village gallo-romain d'abord embryonnaire de quelques milliers de mètres carrés au Ier siècle av. J.-C., s'étendant par la suite jusqu'au IIIe siècle av. J.-C. pour former un vicus assez aéré avec ses petits commerces et artisans. Ce site aurait constitué un village-étape à une journée de marche de l'antique Roanne, sur les voies de la Loire à la Saône. 
Un habitat romain structuré et de qualité  (murs, canalisations, céramique sigillée, quart de colonnes en terre cuite) a été découvert le 20 juillet 2018 sur un chantier de terrassement de la ZAC des Granges et la DRAC a décidé de lancer des opérations de fouilles archéologiques préventives.
Si aucun vestige gaulois n'a été jusqu'à présent découvert à Thizy, des découvertes statuaires laissent supposer la présence sur la colline de Thizy d'un sanctuaire antique.

### La ville médiévale
Les indices d'occupation sont rares à partir du IVe siècle jusqu'à l'implantation de prieurés et mottes féodales. Un sarcophage a cependant été découvert sur le site de la chapelle Saint-Georges de Thizy, qui fait supposer la présence d'un lieu de culte paléochrétien que la chapelle aurait remplacé.
Au XIe siècle, peut-être dès le Xe siècle, après la construction de l'abbaye de Charlieu, des moines bénédictins dépendants de l'abbaye de Cluny édifièrent une église prieurale placée sous le vocable de Saint-Pierre. Détruite en 1898, cette église de style roman était située à l'emplacement actuel du parking jouxtant l'église Saint-Pierre de Bourg-de-Thizy construite en 1897-1898.
Vers la fin du XIe siècle, la chapelle Saint-Georges de Thizy est édifiée. Elle fut probablement intégrée dans les murs de la forteresse dont la première mention connue remonte à 1195. Thizy, avec Lay et Perreux, fait alors partie des trois places fortes placées sous la protection des ducs de Bourgogne qui gardent la frontière entre le Beaujolais et le Forez. Lorsque Thizy perd de son importance militaire au XIIIe siècle, son rôle économique prend le relais. Dès 1150, Humbert III de Beaujeu avait fait de Thizy la seule ville franche à 50 kilomètres à la ronde.
La ville médiévale de Thizy se développa autour de ces trois centres : la forteresse et l'église Saint-Georges du Château ; en contrebas l'église Notre-Dame, les Halles et la Place du Commerce ; enfin au pied de la butte le monastère Saint-Pierre-de-Thizy ou Saint-Pierre-du-Bourg.
Au rempart du château s'ajoute à la fin du XVe siècle un deuxième rempart : une enceinte urbaine sur la colline de Thizy qui sera démolie en 1596 sur ordre de Henri IV.
L'histoire militaire locale est marquée par les guerres de religion, avec par exemple les coups de canon tirés contre la ville en 1590 depuis "le camp".
L'histoire économique est quant à elle marquée par le marché de Thizy avec le développement du capitalisme commercial à partir du XVIe siècle : on y achète lin et chanvre. 

### La ville industrielle
En 1858 les premiers métiers mécaniques, dits au sabre, sont installés à Thizy. Une véritable zone industrielle s'installe depuis le "grand-creux" de Bourg-de-Thizy jusqu'à Pont-Trambouze. On y produit notamment du tissu Vichy et la ville de Thizy connaît alors sa plus forte hausse démographique en passant de 5 000 habitants en 1866 à 9500 en 1901.
Les hautes cheminées et les sheds témoignent de ce passé industriel florissant, mais aussi les propriétés privées dans la campagne environnante ou les bâtiments publics comme ceux offerts par la famille Poizat-Coquard à Bourg-de-Thizy : église, mairie, hôpital, chemin de fer.

### Distinction entreThizyet Bourg-de-Thizy
Bourg-de-Thizy est à proprement parler une commune créée à la Révolution où on distingua Bourg-de-Thizy (paroisse de Saint-Pierre-du-Bourg) de Thizy (paroisse de Saint-Georges-du-Château). Mais les paroisses ne peuvent être à l'origine de cette distinction puisque jusqu'à la Révolution les habitants du château, desservis par la Chapelle Saint-Georges de Thizy, étaient de la paroisse de Saint-Pierre du Bourg, quand les habitants près de l'église Notre-Dame relevaient eux de Marnand.
On pourrait opposer avec Jean-François Martin (en négligeant la préhistoire et l'antiquité) une fondation religieuse de Bourg-de-Thizy à une fondation d'origine seigneuriale et laïque de Thizy. Le bourg de Thizy autour de l'église est d'abord simplement distinct du château de Thizy, puis de l'enceinte urbaine construite autour de l'enceinte castrale. Les prieurs restèrent seigneurs du bourg jusqu'à la Révolution. Le privilège de franchise aurait aussi conduit, selon Mathilde Ovize, à forger une sociologie différente : une grande paroisse agricole d'artisans travaillant pour les marchands-bourgeois privilégiés ramassés autour du château de Thizy.

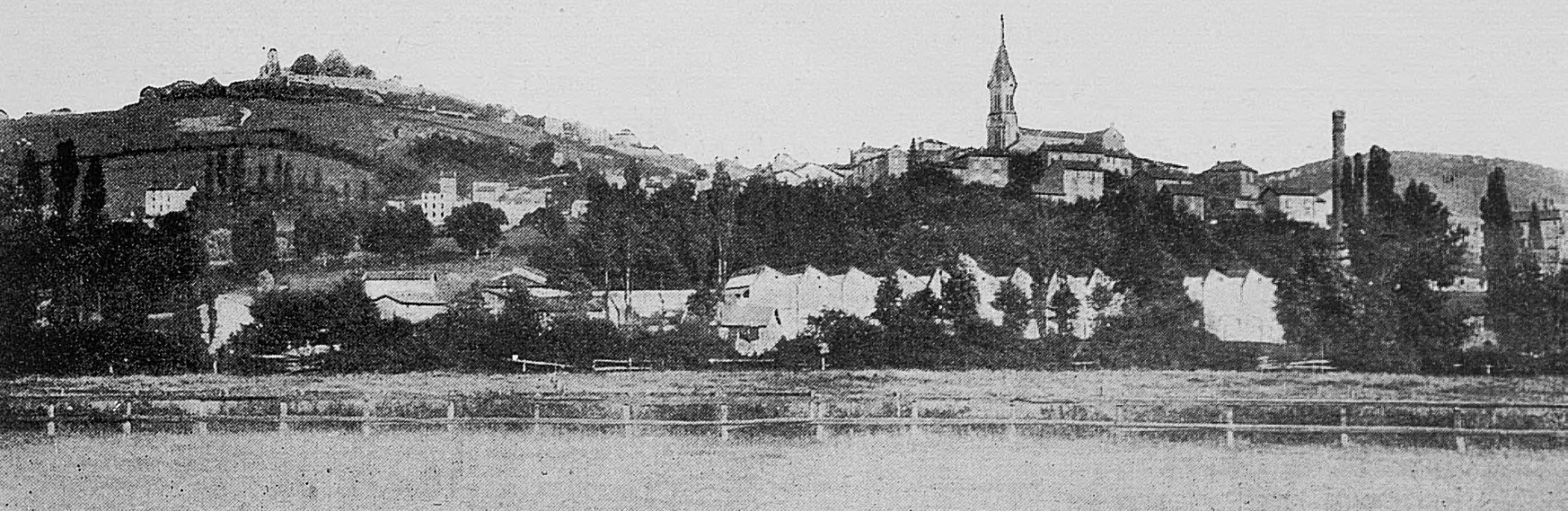
Vue d'ensemble de Bourg-de-Thizy au début du XXe siècle

Aux termes d'une loi du 22 juillet 1843, Thizy reçoit 165 hectares pris sur la commune de Marnand. Une partie du territoire de Bourg-de-Thizy est distraite en 1886 pour ériger la commune distincte de Pont-Trambouze formée par ailleurs d'une partie des territoires de Mardore et de Cours.
Aux élections municipales de 1965, la fusion des communes de Thizy et Bourg-de-Thizy est rejetée.
Le 28 juin 2012, les conseils municipaux des communes de Bourg-de-Thizy, La Chapelle-de-Mardore, Mardore, Marnand et Thizy approuvent le projet de fusion et adoptent la charte fondatrice de la commune nouvelle de Thizy-les-Bourgs qui est créée par l'arrêté préfectoral du 29 octobre 2012 et prend effet le 1er janvier 2013.

### Héraldique
|  | De gueules à la bande d'or accompagnée de deux besants du même. |

## Politique et administration

### Tendances politiques
Aux élections européennes de 2009, les résultats furent Françoise Grossetête (UMP) avec 26,84 % des voix, suivie de Vincent Peillon (PS) avec 13,58 %, de Jean-Luc Bennahmias (MoDem) avec 11,66 %, de Jean-Marie Le Pen (FN) avec 11,18 %, puis aucune autre liste n'a dépassé les 10 %.
Aux élections cantonales de 2011, les électeurs de cette commune ont contribué à faire élire Michel Mercier avec 56,71 % des voix contre 58,37 % à l’échelle du canton de Thizy.
À l’élection présidentielle de 2012, au premier tour est arrivé en tête Nicolas Sarkozy (UMP) avec 27,33 %, suivi par Marine Le Pen (FN) avec 23,63 %, François Hollande (PS) avec 21,94 %, Jean-Luc Mélenchon (PG) avec 11,37 %, François Bayrou (MoDem) avec 10,34 %, aucun autre candidat ne dépassant les 5 %. Le second tour a vu arriver en tête Nicolas Sarkozy avec 55,21 % (résultat national : 48,36 %) contre 44,79 % pour François Hollande (résultat national : 51,64 %).
Aux élections législatives de juin 2012, les électeurs de la commune ont contribué à faire élire Patrice Verchère (UMP) avec 65,23 % des voix contre 63,48 % à l’échelle de la huitième circonscription du Rhône dont elle fait partie.

### Liste des maires et maires délégués
| Période | Période | Identité           | Étiquette | Qualité |
| ------- | ------- | ------------------ | --------- | ------- |
| 2014    | 2020    | Jean-Marc Berthoux |           |         |
| 2013    | 2014    | Jean Desseignés    |           |         |

### Jumelage
Hessle (Royaume-Uni) depuis 1988

## Population et société

### Démographie
L'évolution du nombre d'habitants est connue à travers les recensements de la population effectués dans la commune depuis 1793. À partir du 1er janvier 2009, les populations légales des communes sont publiées annuellement dans le cadre d'un recensement qui repose désormais sur une collecte d'information annuelle, concernant successivement tous les territoires communaux au cours d'une période de cinq ans. 
Pour les communes de moins de 10 000 habitants, une enquête de recensement portant sur toute la population est réalisée tous les cinq ans, les populations légales des années intermédiaires étant quant à elles estimées par interpolation ou extrapolation. Pour la commune, le premier recensement exhaustif entrant dans le cadre du nouveau dispositif a été réalisé en ,.
En 2006, la commune comptait 2 604 habitants.
| 1806  | 1821  | 1831  | 1836  | 1841  | 1846  | 1851  | 1856  | 1861  |
| ----- | ----- | ----- | ----- | ----- | ----- | ----- | ----- | ----- |
| 1 837 | 1 383 | 1 740 | 1 805 | 1 926 | 1 872 | 2 122 | 1 979 | 2 092 |

| 1866  | 1872  | 1876  | 1881  | 1886  | 1891  | 1896  | 1901  | 1906  |
| ----- | ----- | ----- | ----- | ----- | ----- | ----- | ----- | ----- |
| 2 201 | 2 256 | 2 694 | 3 219 | 3 895 | 4 026 | 4 405 | 4 667 | 4 640 |

| 1911  | 1921  | 1926  | 1931  | 1936  | 1946  | 1954  | 1962  | 1968  |
| ----- | ----- | ----- | ----- | ----- | ----- | ----- | ----- | ----- |
| 4 594 | 3 921 | 4 025 | 3 814 | 3 529 | 3 013 | 3 240 | 3 260 | 3 273 |

| 1975  | 1982  | 1990  | 1999  | 2006  | - | - | - | - |
| ----- | ----- | ----- | ----- | ----- | - | - | - | - |
| 3 114 | 3 164 | 2 883 | 2 670 | 2 604 | - | - | - | - |

| Hommes | Classe d’âge | Femmes |
| ------ | ------------ | ------ |
| 0,8    | 90 et plus   | 1,9    |
| 7,8    | 75 à 89      | 14,3   |
| 17,2   | 60 à 74      | 16,0   |
| 20,6   | 45 à 59      | 20,6   |
| 17,5   | 30 à 44      | 16,1   |
| 16,3   | 15 à 29      | 13,2   |
| 19,8   | 0 à 14       | 17,9   |

| Hommes | Classe d’âge | Femmes |
| ------ | ------------ | ------ |
| 0,3    | 90 et plus   | 1,0    |
| 12,8   | 75 à 89      | 13,4   |
| 14,3   | 60 à 74      | 14,8   |
| 18,8   | 45 à 59      | 19,7   |
| 21,4   | 30 à 44      | 20,4   |
| 19,9   | 15 à 29      | 18,5   |
| 20,0   | 0 à 14       | 18,1   |

### Enseignement
- École maternelle publique Joseph Dépierre
- École élémentaire publique
- Groupe scolaire Privé Sainte-Thérèse - Jeanne d'Arc[31]

### Manifestations culturelles et festivités
- Marché chaque dimanche matin, place de l'Église
- Fête des classes en avril ou mai depuis au moins 1950
- Foire d'automne le troisième samedi du mois d'octobre depuis 1981
- Marché de Noël en décembre depuis 2010

### Santé
- Hôpital Local rattaché à l'Hôpital Local Intercommunal de Thizy, Bourg-de-Thizy et Cours-la-Ville.

### Sports
- Boulodrome.
- Salle de gymnastique Henri Dubuis.
- Salle des sports Jean Boudier La Condemine, construite en 1982.
- Stade Louis Chatelus inauguré en 1995.

### Cadre de vie
- Bibliothèque municipale André Lachal

## Économie

### Revenus de la population et fiscalité
En 2009, le revenu fiscal médian par ménage était de 15 815 €, à comparer aux 19 678 € du département du Rhône.

### Emploi
L'action de développement économique et la gestion de zones d'activités de nature commerciale, tertiaire ou touristique sont des compétences transférées à la Communauté de communes du pays d'Amplepuis Thizy. D’après une étude économique réalisée sur l’ensemble du territoire du pays d'Amplepuis-Thizy, Bourg-de-Thizy a été définie comme pôle d’extension économique prioritaire, sur le site « des Granges ».
Au recensement de 2008, la commune comptait 899 emplois dont 88,3 % de salariés et 11,7 % de non salariés. Ces emplois se répartissaient majoritairement (63,3 %) dans le secteur tertiaire (administration, enseignement, santé, commerce, services, transports, immobilier).
Répartition des emplois par domaines d'activité
|                             | Agriculture | Industrie | Construction | Commerce, transport, services divers | Administration publique, santé, action sociale |
| --------------------------- | ----------- | --------- | ------------ | ------------------------------------ | ---------------------------------------------- |
| Bourg-de-Thizy              | 1,7 %       | 27,8 %    | 7,2 %        | 31,1 %                               | 32,2 %                                         |
| Moyenne départementale      | 1,1 %       | 14,9 %    | 6,3 %        | 49,9 %                               | 27,9 %                                         |
| Sources des données : INSEE |             |           |              |                                      |                                                |

La population active comptait 1 020 personnes, soit un taux d'activité de 68,3 %. Parmi celles-ci, 898 avaient un emploi et 122 étaient au chômage, soit un taux de chômage de 12 %.
Répartition des emplois par catégories socioprofessionnelles
|                             | Agriculteurs | Artisans, commerçants, chefs d'entreprise | Cadres, professions intellectuelles | Professions intermédiaires | Employés | Ouvriers |
| --------------------------- | ------------ | ----------------------------------------- | ----------------------------------- | -------------------------- | -------- | -------- |
| Bourg-de-Thizy              | 1,3 %        | 8,6 %                                     | 7,2 %                               | 17,6 %                     | 23,2 %   | 42,1 %   |
| Moyenne départementale      | 0,9 %        | 5,4 %                                     | 20,2 %                              | 28,4 %                     | 26,3 %   | 18,19 %  |
| Sources des données : INSEE |              |                                           |                                     |                            |          |          |

### Entreprises et commerces
Au 31 décembre 2009, la commune comptait 175 entreprises et d'établissements.
On dénombre 22 entreprises de plus de dix salariés.
La principale entreprise de Bourg-de-Thizy par le chiffre d'affaires est L3C Group.

## Culture locale et patrimoine

### Lieux et monuments

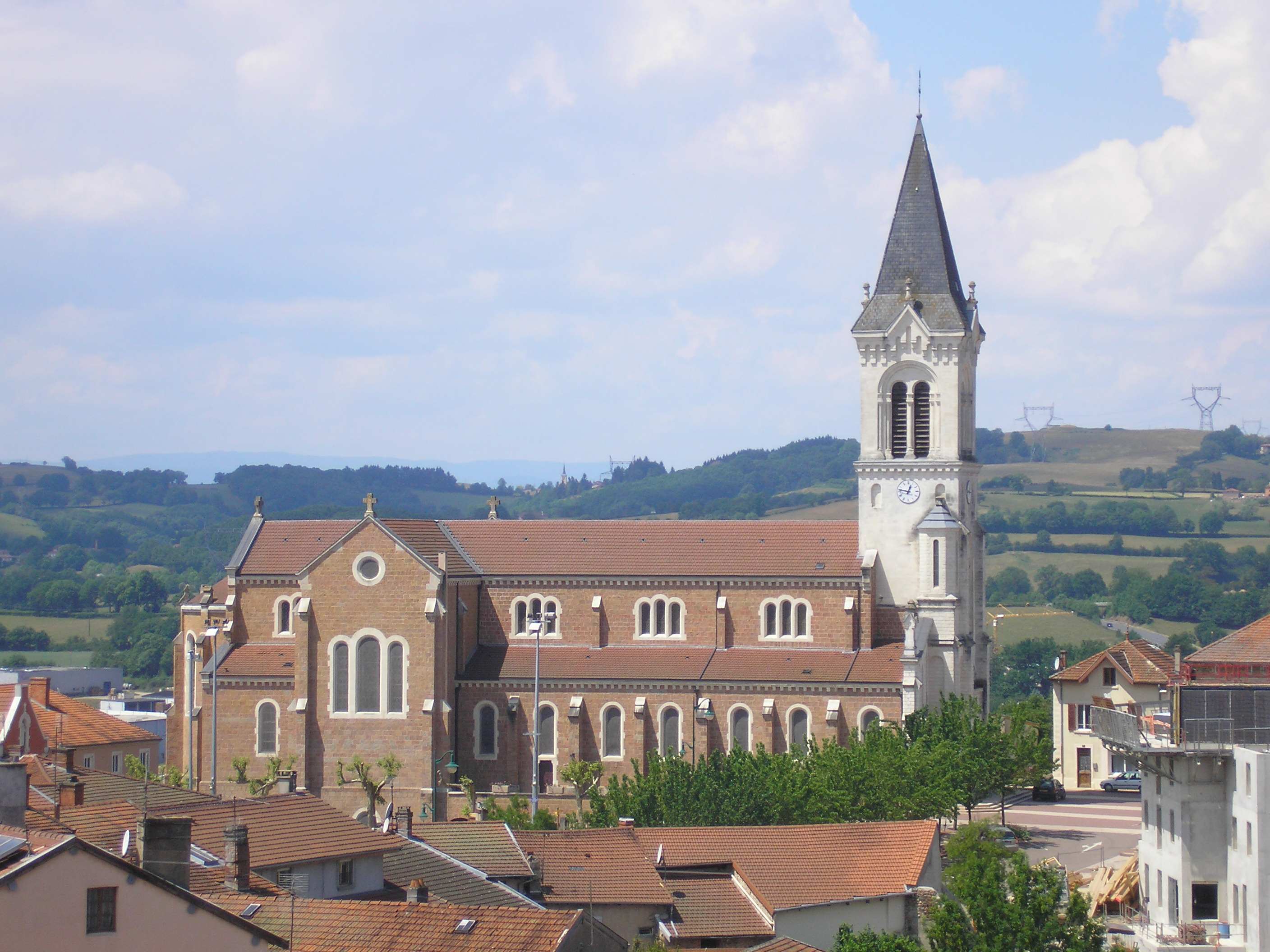
Église de Bourg-de-Thizy, façade est

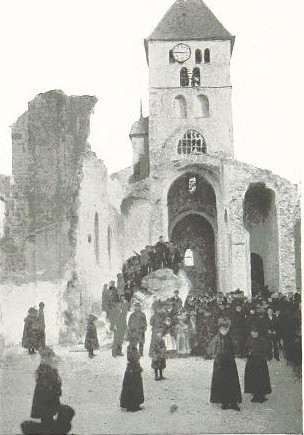
Ancien prieuré de Bourg-de-Thizy

- Église abbatiale romane démolie en 1897[38],[39],[40],[41]. Ses vestiges sont conservés actuellement dans la nouvelle église de Bourg-de-Thizy et à la chapelle Saint-Georges de Thizy[42].
- "Les Verchères" ou "Château Coquard" du nom de son propriétaire François Coquard, ou encore "Château de la bourrette" en référence à l'origine de la fortune des Poizat-Coquard, construit vers 1874 par l'architecte J. Moncorgé. La commune de Bourg-de-Thizy l'a acheté en 1932 pour en faire l'actuelle mairie[43].
- "Maison Merle" ou "Château du collège" que l'industriel du textile Jean Merle a fait construire vers 1885. Parc de plus de 3 hectares[44].
- Église construite selon les plans d'Étienne Paszkowicz de 1895 à 1897[45] en microgranite rouge et pierre du Midi.
- Monument aux morts inauguré le 11 juin 1922 : Poilu (inspiré du dessin « On ne passe pas ! » de Georges Scott paru en couverture de L' Illustration du 8 août 1914, sculpté par Gaston Petit et sorti des fonderies de la MLBE à Villeurbanne) sur un piédestal monumental à quatre colonnes de granit poli (du marbrier roannais V. Faure), entouré de trophées de guerre : quatre obus de 280 aux angles et à proximité un canon-long de 170 (revendu en 1936). Le monument est d'abord installé au centre de la grande place publique voulue en 1920. En 1945-46 il est déplacé place de l'église et le marbrier local Catto y a ajouté deux petits obélisques : Aux morts de la Guerre mondiale et Aux victimes de la barbarie nazie. En 2009, la stèle, l'entablement et les colonnes ont été changés par la marbrerie Catto. Le granit mondariz saumoné a remplacé la pierre de Comblanchien. Un écusson de la ville en PVC collé a remplacé la croix de guerre entourée d'une guirlande[46],[47].
- Chapelle du Ronzy : ancienne gare devenue chapelle en 1963. L'architecte Charles Prost a conservé l'auvent du bâtiment primitif et habillé les murs latéraux de rondins de bois. Sept ouvertures triangulaires vitrées ont été ornées de dessins de chemins de croix par Maurice Montet[48].

### Espaces verts/fleurissement
En 2014, la commune de Bourg-de-Thizy a été récompensée par le « Concours des villes et villages fleuris » avec « une fleur ».

### Personnalités liées à la commune
| Nom                 | Lieu de naissance | Date de naissance | Lieu de décès  | Date de décès | Statut, fonction                                         | Illustration | Légende |
| ------------------- | ----------------- | ----------------- | -------------- | ------------- | -------------------------------------------------------- | ------------ | ------- |
| Pierre-Marie Poizat | Cours             | 1822              | --             | 1897          | Industriel du textile, maire de Bourg-de-Thizy.          | --           | --      |
| Claudius Chervin    | Bourg-de-Thizy    | 1824              | --             | 1896          | Instituteur, fondateur de l'Institut des bègues à Paris. | --           | --      |
| Marius Patay        | Bourg-de-Thizy    | 1860              | --             | 1944          | inventeur et mécanicien.                                 | --           | --      |
| Joseph Depierre     | La Gresle         | 1888              | Bourg-de-Thizy | 1961          | Ouvrier du textile, homme politique français.            | --           | --      |
| Germain Pontille    | Bourg-de-Thizy    | 1903              | Bourg-de-Thizy | 1986          | Résistant, homme politique français.                     | --           | --      |
| Etienne Poirier     | Bourg-de-Thizy    | 1919              | --             | 2002          | Artiste-peintre.                                         | --           |         |
| Robert Batailly     | Bourg-de-Thizy    | 1934              | --             | 2017          | Homme politique français                                 |              |         |
| Michel Mercier      | Bourg-de-Thizy    | 1947              | ----           | ----          | Homme politique français, Ministre de la justice.        | --           | --      |